# Der Palast der Meere
Der Palast der Meere ist ein historischer Roman und der fünfte Band der erfolgreichen Waringham-Saga von Rebecca Gablé. Der Roman erschien im September 2015 beim Verlag Lübbe Ehrenwirth. Er behandelt England unter der Regentschaft Elizabeth I. Anders als in den Vorgängerbänden gibt es in diesem Roman zwei gleichwertige Hauptfiguren, die zwei völlig verschiedene Blickwinkel auf diese Zeit zulassen. Weiter greift Rebecca Gablé im letzten Band der Reihe auch auf andere fiktive Familien zurück, die nicht grundsätzlich im Zusammenhang mit Waringham stehen, wie die Durham und die Helmsby.

## Handlung
Überleitung
Der vierte Band der Waringham-Saga endet damit, dass Nicholas of Waringham, der derzeitige Earl, der katholischen Prinzessin Mary hilft, den englischen Thron zu besteigen. Als Mary aber beginnt, zunehmend radikal gegen die Protestanten in ihrem Land vorzugehen, wendet sich Nick von ihr ab. Wenig später sterben er und seine Frau Janis in Waringham an der Grippe.
Für die weitere Handlung sind vor allem seine Tochter Eleanor und sein Sohn Isaac federführend, da deren Leben aber zwei unterschiedliche Handlungsstränge sind, die sich nur bei Gelegenheit überschneiden, werden sie im Folgenden auch getrennt aufgeführt.
Erster Teil 1560-1563
Isaac
Isaac ist der zweite Sohn von Nicholas of Waringham, der nach dem frühen Tod seiner Eltern bei seinem Onkel Philipp Durham und seiner Tante Laura in London lebt. Mit vierzehn Jahren besucht er bereits regelmäßig Hafenschenken und Hurenhäuser, treibt mit seinem Ungehorsam seinen Onkel in den Wahnsinn und ist auf dem besten Wege, ein Taugenichts zu werden. Als er die Nachricht erhält, dass sein sechsjähriger Neffe Lappidot an den Pocken erkrankt und erblindet ist, und dass sein Bruder Francis ihn, Isaac, deswegen zum Erben von Waringham ernannt hat, flieht er vor der drohenden Verantwortung und besteigt in Plymouth als blinder Passagier das erstbeste Schiff, in der Absicht, in Frankreich oder den Niederlanden wieder von Bord zu gehen. Nicht wissend, dass das Schiff dem Freibeuter und Sklavenhändler John Hawkins gehört, der nach Teneriffa aufgebrochen ist, um mit den dort lebenden Spaniern Geschäfte zu machen. Nach seiner Entdeckung im Frachtraum wird Isaac zum Schützling des jungen Matrosen Francis Drake. Doch trotz seiner Verwandtschaft mit Hawkins kann dieser nicht verhindern, dass der Kapitän Isaac zum Teil seiner Geschäfte macht und auf Teneriffa als Sklaven an den spanischen Pflanzer Pedro Soler verkauft. Zunächst soll Isaac dessen Sohn Fernando nur Englisch beibringen, verbringt aber nach einem unverzeihlichen Fauxpas mit dessen verlobter Schwester Clara die folgenden Jahre auf einer Zuckerplantage. Dort durchlebt Isaac eine Zeit der Entbehrung, Demütigungen und erzwungener Unterwürfigkeit, in der er lernt, die Spanier für ihre Sklavenhaltung zu hassen. Isaac ist bereits siebzehn, als Hawkins wieder auftaucht und ihn freikauft, weil er in England von seiner vornehmen Herkunft erfahren hat. Isaac gelingt es, auch einen seiner gleichaltrigen Leidensgenossen freizukaufen, doch muss er sich Hawkins für fünf Jahre verpflichten und unter ihm zur See fahren.
Schon auf seiner ersten Fahrt wird er gezwungen, afrikanische Sklaven illegal in die Neue Welt zu schmuggeln und an die spanischen Siedler zu verkaufen. Bei der Gelegenheit trifft er wieder auf Clara, die inzwischen mit ihrem Mann auf den Westindischen Inseln lebt. Sein Freund Tomás aus Teneriffa entschließt sich, in der Neuen Welt zu bleiben, sich nach Panamá durchzuschlagen und dort den Cimarrones anzuschließen. Drei Jahre nach der Pockenepidemie kehrt Isaac pünktlich zur Hochzeit seiner Schwester Isabella nach Waringham zurück.
Eleanor
Eleanor, Nicks ältestes Kind, ist mit Königin Elizabeth aufgewachsen und nimmt nun die Rolle als ihr „Auge“ ein; sie hat es sich zur Aufgabe gemacht, alle Geheimnisse aller mächtigen Männer Englands zu kennen und für die Krone zu spionieren. So braucht sie nicht lange, um herauszufinden, dass ihr ungeliebter Bruder Isaac England auf dem Seeweg verlassen hat, und rechnet nicht mehr ernstlich damit, ihn jemals wiederzusehen. Nach zwei Jahren schreibt sie ihn endgültig ab.
Außerdem hat sie dringendere Sorgen: Elizabeth und ihrem langjährigen Freund Robin Dudley wird eine Liaison unterstellt, und als Robins Frau Amy Robsart unter mysteriösen Umständen ums Leben kommt, muss Eleanor den wahren Grund für ihren Tod herausfinden, um den Verdacht von Elizabeth und Robin abzuwenden. Während ihrer Untersuchungen gerät sie in Kontakt mit Gabriel Durham, einem weiteren missratenen Neffen ihres Onkels Philipp, König der Londoner Diebe, doch trotz seiner Hilfe können Eleanors Ermittlungen Robin und die Königin nicht vor übler Nachrede bewahren. Unterdessen spitzt sich auch die politische Lage zu: Während Elizabeth in eine Heirat gedrängt werden soll, ist in Frankreich ein Krieg zwischen den Papisten und den protestantischen Hugenotten entbrannt, sodass England sich als protestantisches Land zum Handeln gezwungen sieht. Inzwischen verwitwet die katholische Mary Stewart in Frankreich, nimmt ihren schottischen Thron ein und erhebt Anspruch auf die englische Krone. Zudem sieht sich Eleanor in einem heftigen Gewissenskonflikt, denn sie hat sich in den König der Diebe verliebt, und muss nun ihrer Königin beibringen, dass sie schwanger ist mit dem Bastard des meistgesuchten Mannes von ganz London. Doch Elizabeth, sonst immer äußerst streng und unnachgiebig in solchen Fragen, lässt ihr die Liaison durchgehen, während Robin seine Liebschaft mit Lettice Knollys zu verbergen sucht, einer Hofdame und Cousine der Königin, die ihr – wie zuvor schon Amy – auffallend ähnlich sieht.
In Waringham hat Lappidot die Verzweiflung über seine plötzliche Blindheit überwunden und seine große Leidenschaft entdeckt: Die Musik. Mit Feuereifer stürzt sich der Junge auf die völlig neue Herausforderung, das Violinespielen zu lernen. Unterdessen plant das jüngste von Nicks Kindern, Isabella, ihre Hochzeit mit William Stanley, die kurz nach der Geburt von Eleanors Sohn Samuel stattfindet.
Zweiter Teil 1566-1569
Isaac
John Hawkins will eine weitere Dreiecksfahrt (England → Afrika → Neue Welt) unternehmen und braucht dazu eine eigene Flotte, um den spanischen Seepatrouillen trotzen zu können. Unter anderem hat er die „Jesus of Lübeck“ im Auge, eines der größten, aber auch ältesten Schiffe der Königlichen Flotte. Isaac hat er mit dem Auftrag betraut, ihm die „Jesus“ zu beschaffen.
Den Winter verbringt Isaac in Waringham, wo er auf Abigail Wheeler, eine ehemalige Schülerin des Internats seines Vaters und Bruders, trifft, die inzwischen als Magd die jetzigen Schulkinder versorgt. Isaac fühlt sich sofort zu ihr hingezogen, sie allerdings ist forsch, kühl, abweisend und unverschämt zu ihm. Als Isaac Lappidot, der zum ersten Mal vor der Königin spielen soll, nach Whitehall bringt, nutzt er die Gelegenheit, um mit Robin Dudley über die „Jesus of Lübeck“ zu sprechen. Robin verspricht, zu tun, was er kann, damit Hawkins das Schiff bekommt. Wenig später begegnet Isaac in einem Londoner Hurenhaus, das er bereits als Zwölfjähriger frequentiert hat, Marian Edmundson, einen entfernten Cousin und Seefahrer. Auf der Suche nach einem neuen Captain beschließt Marian, mit Isaac und Hawkins in die Neue Welt zu fahren. Kurz bevor die Flotte aus Plymouth ausläuft, trifft die „Jesus of Lübeck“ ein, und Hawkins vergibt die Schiffe seiner Flotte an unterschiedliche Kapitäne. Auch Francis Drake bekommt ein Kommando und wählt Isaac als seinen Ersten Offizier. Allerdings haben sowohl Isaac selbst als auch Hawkins größte Bedenken ob der Richtigkeit dieser Entscheidung.
Beim Zwischenstopp auf Teneriffa bekommt Hawkins’ Flotte schon einen Vorgeschmack auf die Feindseligkeit, die den Engländern inzwischen von spanischer Seite her entgegengebracht wird, sodass sie so bald wie möglich weiter nach Afrika segeln. Da es inzwischen schwierig ist, an Sklaven zu kommen, müssen sie mit Hilfe Eingeborener einen ganzen Stamm in die Neue Welt verschiffen. Beim Sturm auf das Dorf werden die meisten Afrikaner gefangen genommen, aber auch einige Engländer getötet oder verletzt, darunter auch Isaac, der in den folgenden zwei Monaten wegen einer Pfeilvergiftung danieder liegt. Nach seiner Genesung steuern Drake und einige andere Kapitäne Rio de la Hacha an, um zu erkunden, wie gut die dortigen Spanier auf die Sklaven englischer Freibeuter ansprechen. Die Stimmung ist allerdings eher geladen, und der kleine Landungstrupp unter Drake nimmt einige spanische Soldaten als Geiseln, darunter auch Fernando Soler, für dessen Auslösung Hawkins später sein Gewicht in Perlen verlangt. Die altersschwache „Jesus“ wird allerdings in den Stürmen der Karibik beschädigt, und die Flotte läuft den Hafen von San Juan de Ulúa an, um Reparaturen vorzunehmen. Die Engländer treffen eine Vereinbarung mit dem spanischen Gouverneur und später auch dem spanischen Vizekönig, der mit der Silberflotte den Hafen erreicht, woraufhin sie die dem Hafen vorgelagerte Festungsinsel besetzen. Trotz der Spannungen zwischen ihre beiden Ländern verbringen die englischen und spanischen Matrosen zusammen eine unbeschwerte Woche am Strand von San Juan de Ulúa. Das Idyll wird abrupt beendet, als spanische Truppen aus einem nahegelegenen Militärstützpunkt die Engländer aus dem Hinterhalt angreifen. In der folgenden Schlacht verliert John Hawkins alle Schiffe, bis auf die ebenfalls leckgeschlagene „Minion“, auf der auch Isaac und Marian stranden. Francis Drake, der der „Minion“ Fracht und Männer abnehmen soll, verlässt mit seinem unbeschadeten Schiff fluchtartig den Ort des Geschehens, um sich nach England zu retten.
Die Heimfahrt der Minion wird für alle zweihundert Seeleute zur Prüfung und schließlich zur Qual. Für die meisten endet sie tödlich. Den Schiffsbauch voller erbeutetem Gold und unverkauften Sklaven haben sie weder Proviant noch Trinkwasser an Bord. Die Hälfte der Mannschaft setzt sich schließlich ab und versucht auf dem Neuspanischen Festland ihr Glück. Von den verbliebenen Matrosen sterben über achtzig, und so bringt Hawkins von seiner Dreiecksfahrt von vierhundert Männern fünfzehn wieder lebend zurück.
Eleanor
Mary Stewart hat Lord Darnley geheiratet, der sowohl mit Elizabeth als auch mit Mary verwandt ist und für einen brüchigen Frieden zwischen England und Schottland sorgen soll. Doch statt seine Königin zu betören verbringt der junge Darnley seine Zeit lieber mit Huren und Saufkumpanen und lässt Marys italienischen Sekretär und vertrauten Berater kurz vor der Geburt ihres Sohnes James vor ihren Augen ermorden. Elizabeth schickt Eleanor, die inzwischen mit einem zweiten Kind schwanger ist, nach Schottland, wohin Gabriel sie begleitet, um herauszufinden, ob wirklich Darnley der Vater des kleinen Prinzen James ist, oder nicht doch der erdolchte Italiener. Diese Sorge erweist sich als unbegründet, da James Darnley wie aus dem Gesicht geschnitten ist. Stattdessen macht Eleanor Bekanntschaft mit dem Earl of Bothwell, Wachhund der Königin und äußerst einflussreicher Mann in Schottland. Außerdem will sie die Zeit nutzen, um Darnley wieder zur Vernunft zu bringen, damit er seine Ehe mit Mary retten kann. Eleanor besucht ihn zu diesem Zweck nachts im alten Bürgermeisterhaus von Kirk o'Field, doch nur wenige Augenblicke nachdem sie das Haus wieder verlassen hat, explodieren im Keller mehrere Pulverfässer, die es zum Einsturz bringen und Darnley töten. Eleanor hat sofort Bothwell im Verdacht, für den die Königin eine Schwäche hat, und der in ihr den letzten Schlüssel zur Macht in Schottland sieht. Als Bothwell aber droht, Darnleys Ermordung Eleanor und damit Elizabeth anzuhängen, müssen sie und Gabriel Schottland fluchtartig verlassen.
Vier Jahre nach Samuels Geburt bringt Eleanor ein Mädchen zur Welt, das sie und Gabriel Anne nennen. Unterdessen sperrt Bothwell Mary Stewart auf Dunbar Castle ein und zwingt sie dort, ihn zu heiraten – ein Schritt, der ihr sofort sämtliche Sympathien und Anerkennung der Schotten raubt. Sie wird von den schottischen Earls zur Abdankung gezwungen, sodass der Thron an ihren protestantischen Halbbruder Moray geht, dem auch die Erziehung seines kleinen Neffen James obliegt. Doch Mary gelingt die Flucht nach England, wo sie allerdings sicher verwahrt und jede Bitte um eine Audienz bei Elizabeth abgeschlagen wird. Gleichzeitig fordert Moray die Auslieferung seiner Halbschwester, was ihren sicheren Tod bedeuten würde, und Elizabeth weigert sich, das Blut ihrer Cousine, einer gesalbten Königin und einer Papistin, zu vergießen. Zumal der spanische Feldherr Alba in den Niederlanden eingefallen ist, aus nächster Nähe England bedroht und nur auf einen Vorwand zum Angriff wartet. In dieser vertrackten Lage beginnen Eleanor und Francis Walsingham, ebenfalls ein Spion der Krone, zusammenzuarbeiten.
Lappidot, an dem Königin Elizabeth großen Gefallen gefunden hat, wird in die Chapel Royal aufgenommen, wo er sich ganz der Musik widmen kann. Inzwischen arrangiert sein Vater Francis eine Heirat zwischen dem Stallmeister David Pembroke und Abigail Wheeler, und auch das Verhältnis zwischen Robin Dudley und Lettice Knollys lebt von Neuem auf. Als Eleanor davon Wind bekommt, macht Lettice ihren wunden Punkt ausfindig: Ihre Kinder, vor allem die kleine Anne, die bei Francis und seiner Frau Millicent in Waringham aufwächst, und hetzt ihr Richard Topcliffe, Elizabeths Mann fürs Grobe, auf den Hals. Er soll herausfinden, wer der Vater der Kleinen ist. Tatsächlich sind es auch gerade ihre Kinder, die zu Zwist zwischen Eleanor und Gabriel führen. Samuel, inzwischen fünf Jahre alt, scheint nur im Haus seines Vaters in London glücklich zu sein und lernt mit Feuereifer das Diebeshandwerk, denn Gabriel wünscht sich nichts sehnlicher, als dass sein Sohn ihm als König der Diebe nachfolgt. Eleanor allerdings graut vor der Vorstellung, Samuel könne am Galgen enden, und es kommt zum Streit und scheinbar endgültigen Bruch zwischen ihr und ihrem Geliebten.
Unterdessen soll ein Tribunal einberufen werden, das unter dem Vorsitz von Millicents Bruder Thomas Howard, dem Duke of Norfolk, beweisen soll, dass Mary Stewart für die Ermordung ihres Gemahls verantwortlich ist, wie Moray behauptet. Während sich das Tribunal mehr und mehr in einen Prozess verwandelt, lockt Gabriel Eleanor zu sich, um sie um Verzeihung zu bitten und vorzuschlagen, Samuel in Waringham auf die Schule zu schicken.
Dritter Teil 1577-1579
Isaac
Mit Pferderennen und -wetten hat Isaac das nötige Geld zum Bau eines eigenen Schiffes aufgetrieben. Mit der „Nemesis“, auf der Marian Edmundson sein Erster Offizier ist, sucht er die spanischen Seefahrer heim, befreit reihenweise Rudersträflinge und macht auf jedem seiner Raubzüge fette Beute. Francis Drake, inzwischen ebenfalls ziemlich reich, ist sein erbitterter Konkurrent. Über Ostern und zum Jahrmarkt ist Isaac in Waringham, wo er herausfindet, dass seine Schwester Eleanor zwei Kinder hat, einen fünfzehnjährigen Jungen und ein elfjähriges Mädchen, deren Vater niemand anderes ist als der König der Diebe. Nach einem Reitunfall mehrere Meilen von Waringham entfernt, von dem Isaac mehrere Knochenbrüche davonträgt, findet ihn Abigail. Trotz zehn Jahren Ehe hat sie noch kein einziges Kind vorzuweisen, was ihr sehr zu schaffen macht. Isaac, der längst hat akzeptieren müssen, dass es mehr als die übliche Schwärmerei ist, die er für sie empfindet, ist entzückt, als Abigail seine Blessuren verarztet. Während seiner Genesung führt er eine Reihe Gespräche mit Eleanor, sodass sie sich endlich etwas näher kommen, und berichtet ausgiebig von der Neuen Welt. Einen Tag vor seinem Aufbruch nach Plymouth sucht er Abigail auf und übergibt ihr zum Dank für ihre Fürsorge eine italienische Fassung von Romeo und Julia, die seiner Mutter gehört hat. Obwohl sie immer versucht hat, möglichst brüsk zu ihm zu sein, und ihn abzuwimmeln, nimmt sie nicht nur sein Geschenk an, sondern lässt sich auch von ihm verführen.
Wenig später ist Isaac in Greenwich und trägt der Königin den Plan zu seinem nächsten Raubzug vor. Der spanische Gouverneur von Panamá beutet ohne König Felipes Wissen eine Goldmine aus. Isaac plant, die Goldkarawane auf ihrem Weg durch Panamá zu überfallen und die Schätze aus der ertragreichen Goldmine nach England zu segeln. Elizabeth segnet sein Vorhaben ab, und wenig später bricht die „Nemesis“ von Plymouth auf.
Es dauert drei Tage, bis sie den blinden Passagier im Frachtraum entdecken. Samuel, über dessen Zukunft sich seine Eltern fortwährend streiten, hat sein Heil in der Flucht gesucht. Beeindruckt von den Erzählungen seines Onkels über die Neue Welt hat er sich kurz entschlossen aus Waringham und an Bord der „Nemesis“ geschlichen. Isaac, der nicht glaubt, dass Samuel zum Matrosen geboren ist, macht ihn zu seinem persönlichen Burschen, sorgt aber dafür, dass sein Neffe bald Teil der Mannschaft wird. In der Neuen Welt angekommen bricht Isaac mit Samuel und seinem Dritten Offizier, Peter Westbury, einem Gefangenen von San Juan de Ulúa und langjährigen Rudersklaven, zu einem Komplizen des Gouverneurs, einem spanischen Zuckerpflanzer auf, um mehr über den Goldschmuggel zu erfahren. Als Tuchhändler getarnt bekommen sie Zutritt zu seinem Anwesen, doch die Dame des Hauses ist niemand anderes als Doña Clara Soler, in die Isaac als Fünfzehnjähriger verliebt war. So kommt es, dass er, nachdem er alles Nötige erfahren hat, nicht schnellstmöglich den Rückzug antritt, sondern versucht, ihr noch etwas von seinem Tuch anzudrehen, sodass es für Claras Bruder Fernando ein leichtes ist, seinen einstigen Freund und Lehrer aus dem Hinterhalt zu überraschen. Es kommt zu Handgreiflichkeiten, bei denen Fernando und Westbury getötet werden. Isaac und Samuel werden gefangen genommen und dem Gouverneur von Panamá geschickt, der von Isaac wissen will, wie er von dem Goldschmuggel erfahren hat. Als Samuel sich während des Verhörs von seinen Ketten befreien und einen Offizier mit einer Giftspinne tödlich verletzen kann, beschließt der Gouverneur, das Verhör der Inquisition in Mexico zu überlassen und anschließend König Felipe den Kopf des gefürchteten Freibeuters Isaac Fitzgervais zu schicken. Auf dem Weg nach Norden wird Isaacs und Samuels Eskorte von einer Gruppe Cimarrones getötet, zu der auch Isaacs Freund Tomás aus Teneriffa gehört. Mit Hilfe der Cimarrones schafft es Isaac zurück an Bord der „Nemesis“ und kommt noch gerade rechtzeitig, um sich das Gold des Gouverneurs unter den Nagel zu reißen. Als er nach England zurückkommt, bemerkt er, dass sich einiges geändert hat: Lappidot, der neue Earl of Waringham, hat geheiratet, Abigail ist jetzt die Zofe seiner Schwester. Und er selbst ist während seiner Abwesenheit Vater einer Tochter geworden.
Eleanor
Millicent Howard, die Countess of Waringham, ist tot. Francis, der nur schwer über den Tod seiner geliebten Frau hinwegkommt, glaubt, sie sei vor Schande über den Verrat ihres Bruders Norfolk gestorben. Norfolk, der den Vorsitz über das Tribunal gegen Mary Stuart innehatte, hat sich an einer Rebellion gegen Königin Elizabeth beteiligt, weil er so die Chance sah, König zu werden. Das Komplott wurde aufgedeckt und Thomas Howard enthauptet. Und Francis’ Ablehnung gegen die Papisten hat sich in fanatische Verachtung verwandelt. Als Lappidot verkündet, er wolle die katholische Hofdame Mahalath of Helmsby heiraten, verbietet Francis seinem Sohn, an den Hof zurückzukehren. Schließlich sei er bereits verlobt. Da Elizabeth aber schlecht auf ihren Master der Chapel Royal verzichten kann, schickt sie Mahalath vorübergehend in den Haushalt von Mary Stuart. Grundsätzlich ist sie einer Heirat zwischen ihr und Lappidot nicht abgeneigt, doch soll Mahalath zuerst zum Protestantismus konvertieren, und an Marys Hof soll sie erfahren, wie der Papismus zu politischen Zwecken missbraucht wird.
Doch nicht nur Lappidot trägt sich mit Heiratsplänen. Robin Dudley hat hinter dem Rücken der Königin seine langjährige und inzwischen schwangere Geliebte Lettice Knollys geehelicht. Elizabeth, ebenso geschockt und fassungslos wie zornig, wendet sich dem Grafen von Anjou, einem jungen Heißsporn zu. Sie trägt sich nicht ernsthaft mit der Absicht, ihn zu heiraten, erweckt aber glaubhaft den Anschein, und die Aussicht auf einen papistischen Prinzgemahl versetzt die englischen Diplomaten in Schrecken. Auch Eleanor muss ihre Beziehungen spielen lassen, als Abigail Wheeler in Greenwich auftaucht und sie um Hilfe bittet, von ihrem Gemahl verprügelt und verstoßen, einen Bastard auf dem Arm, der den Namen seiner Großmutter Janis trägt. Eleanor verschafft ihr eine Stellung als Zofe und kümmert sich um ihre Scheidung von David Pembroke. Allerdings schürt dieser Vorfall ihren Zorn auf Isaac, der ihr nicht nur ihren Sohn abspenstig gemacht, sondern es auch geschafft hat, eine grundanständige Frau in eine unmögliche Situation zu bringen. Gleichzeitig erteilt Elizabeth ihre offizielle Erlaubnis zur Ehe zwischen Lappidot of Waringham und Mahalath of Helmsby. Francis fällt die Aufgabe zu, Lappidots Verlobter, Rosalind FitzAlan, die Nachricht zu überbringen, das ihr Verlöbnis aufgehoben wurde, und was er nicht mehr für möglich gehalten hätte, passiert: Er verliebt sich. Und obwohl Rosalind zwanzig Jahre jünger ist als er, nimmt sie seinen Antrag an. Francis kommt an den Hof, um Elizabeth um Erlaubnis für seine Heirat zu bitten, die sie ihm umgehend gewährt.
Noch am selben Tag versucht ein papistischer Eiferer, Elizabeth zu ermorden, um Platz für Mary Stuart auf dem englischen Thron zu schaffen, doch statt der Königin tötet er Francis, der sich zwischen Elizabeth und die zustoßende Klinge wirft. Der Papist, der behauptet, auf eigene Faust gehandelt zu haben, stirbt an den Folgen seines Verhörs. Trotz seiner Blindheit wird Lappidot zum nächsten Earl of Waringham. Als der Graf von Anjou einsehen muss, dass Elizabeth ihn nicht heiraten wird, kehrt er nach Frankreich zurück, während Robin und Lettice inzwischen einen Sohn haben. Und dann klopft auf einmal ein junger Mann mit Seesack an die Tür zum Haus des Königs der Diebe, die Taschen voller Gold und Riesenspinnen, und entpuppt sich als Samuel Durham.
Vierter Teil 1585-1588
Isaac
Isaac hat Abigail geheiratet und lebt mit ihr und ihren vier Kindern auf Cattedown Manor, außerhalb von Plymouth, wo er vor allem schwarze Dienerschaft eingestellt hat. Abigail hat Freundschaft mit Drakes Frau Eliza geschlossen, und wenn ihre Männer auf See sind, verbringen sie viel Zeit miteinander, sodass sich Isaacs und Drakes Familien näher stehen, als Isaac lieb ist. Zudem hat er momentan kein Schiff: Der Schiffswurm hat die „Nemesis“ auf dem Gewissen, und sein neues Schiff, die „Liberty“, ist noch in Arbeit. Mit seinem Cousin Marian experimentiert er an der Herstellung von künstlichem Pech, um Schiffe künftig vor Wurmbefall zu schützen. Unterdessen wird die Lage Englands immer vertrackter, denn König Felipe von Spanien, der von Tag zu Tag mächtiger wird, hat sein Vorhaben, die englische Königin vom Thron zu stoßen, vom Papst absegnen lassen und fängt an, Schiffe für seine Armada zusammenzusuchen, während Mary Stuart ebenfalls in einem fort versucht, Elizabeth zu stürzen.
Isaac, Francis Drake und einige weitere Kapitäne werden nach Cádiz geschickt, wo sie viele spanische Schiffe vernichten und so das Ausrücken der Armada verzögern können. Die so gewonnene Zeit nutzen die Engländer, um sich bestmöglich auf den Angriff der Spanier vorzubereiten. Streitkräfte werden zusammengetrommelt, Leuchtfeuer errichtet und ein Flottenkommandant ernannt. Elizabeth schickt alle Matrosen der Flotte in die Hafenstädte, wo sie die Stellung halten sollen, und auch Plymouth wird von Seeleuten förmlich überrannt. Als die Armada schließlich gesichtet wird, beginnt ein Katz-und-Maus-Spiel zu Wasser. Die Spanier, für eine echte Seeschlacht nicht gewappnet, legen es darauf an, dass die Engländer ihre gesamte Munition verschießen, ehe sie sie in einem Kampf Mann gegen Mann besiegen können. Vor Calais kommt es schließlich zur Entscheidung, als die englische Flotte die Schlachtformation der Armada mit Feuerschiffen sprengen, und die spanischen Schiffe vertreiben kann.
Eleanor
Felipe von Spanien ist nun auch König von Portugal geworden und Mary hat ihm die schottische Krone zugesprochen. Mit dem Herzog von Parma hat er Antwerpen belagert und eingenommen, woraufhin Robin Dudley nur wenige Monate nach dem Tod seines Sohnes Robert in die Niederlande zieht, wo er sich später zum Obersten Gouverneur der Niederlande ausrufen lässt.
Mary Stuart versucht verbissen, immer neue Komplotte gegen Elizabeth zu schmieden, und lässt zu diesem Zweck ihre Wäscherinnen Nachrichten aus ihrem Domizil, Tutbury Castle, schmuggeln. Um ihr diesen Weg zu verbauen, wird sie nach Chartley verlegt. Eleanor und ihr Komplize Walsingham greifen kurz darauf in der Hafenstadt Rye einen Mann namens Gilbert Gifford auf, der in Weinfässern Nachrichten aus Chartley und Antworten hinein schmuggeln soll, und bringen ihn dazu, für sie zu arbeiten. Getreulich übergibt Gifford jeden Brief an Walsingham, und so können er und Eleanor ein weiteres Komplott aufdecken: Der Jesuit John Ballard plant zusammen mit sieben anderen Gentlemen, darunter auch ein besonderer Bewunderer Mary Stuarts, Anthony Babington, Elizabeth zu ermorden. Ballard, Babington und sämtliche Mitverschwörer werden verurteilt und in Tyburn als Hochverräter hingerichtet. Und obwohl Elizabeth sich heftig sträubt, wird auch über Mary Stuart das Todesurteil gesprochen. In der Halle von Fotheringhay Castle wird sie schließlich am 8. Februar 1587 enthauptet.
Unterdessen heiratet Eleanors und Gabriels Tochter Anne Lancelot, den jungen Meister der Bruderschaft der Seven Sisters, denn Anne hat sich im Gegensatz zu ihrem großen Bruder Samuel, inzwischen Schauspieler bei den Queen's Men und mit dem unbedeutenden jungen Künstler Will Shakespeare befreundet, nicht gescheut, in die Fußstapfen ihres Vaters zu treten. Und wie Lancelot ist sie äußerst ambitioniert. Als ihr Onkel Lewis, Gabriels Halbbruder, bei einem seiner Schurkenstücke gefangen genommen wird, weigert sich ihr Vater, ihm zu helfen, obwohl allen klar ist, dass Lewis diesmal hängen wird. Gemeinsam mit Lancelot und Samuel kann Anne die Hinrichtung ihres Onkels vereiteln und verdient sich so den Respekt der Bruderschaften. Noch am selben Tag verkündet Gabriel seinen Rücktritt vom Amt des Königs der Diebe. Die Wahl des neuen Königs fällt einstimmig auf seinen Schwiegersohn Lancelot, und damit auch auf Anne. Gabriel bittet Eleanor, ihn, jetzt, da er nicht mehr König ist und sie unmittelbar in Gefahr bringen kann, zu heiraten.
Die Hochzeit findet nach dem Sieg über die Armada in Waringham statt.

## Figuren
- * steht für historische Persönlichkeit

Waringham
- Isaac of Waringham
- Eleanor of Waringham, seine ältere Schwester, das „Auge der Königin“
- Isabella of Waringham, seine jüngere Schwester
- Francis, Earl of Waringham, sein älterer Bruder
- Millicent Howard, Francis’ Gemahlin
- Lappidot, Adah und Zillah, ihre Kinder
- Abigail Wheeler, eine büchersüchtige Magd
- John Harrison, ein entfernter Cousin und Arzt in London
- Marian Edmundson, noch ein entfernter Cousin, Abenteurer zur See

Hof und Adel
- Elizabeth I.*, Königin von England
- Robert „Robin“ Dudley*, Earl of Leicester
- William Cecil*, Secretary of State, Baron Burghley
- Katherine Knollys*, offiziell Elizabeths Cousine, wahrscheinlich aber ihre Halbschwester, Hofdame
- Francis Knollys*, ihr Gemahl
- Laetitia „Lettice“ Knollys*, ihre Tochter
- Henry Carey*, Lady Katherines Bruder
- Mary Sidney*, Robin Dudleys Schwester, Hofdame
- Katherine Grey*, Elizabeths Cousine, eine gefallene Hofdame
- Burchard Kranich*, alias Doktor Burcot, Alchemist, Betrüger und Heiler
- Thomas Tallis*, Musiker der Chapel Royal
- Francis Walsingham*, Diplomat, Meisterspion, Secretary of State
- Mahalath of Helmsby, eine papistische Hofdame
- Jeremy und Jethro Andrews, Gentlemen Pensioners und Eleanors Schatten
- Richard Topcliffe*, ein Ungeheuer
- Sir Amyas Paulet*, Diplomat und Verwahrer der schottischen Königin
- Sir Walter Raleigh*, Favorit der Königin, Soldat, Entdecker und Poet
- Gilbert Gifford*, Doppelagent
- Anthony Babington*, Verschwörer und potentieller Königinnenmörder
- John Ballard*, Jesuit und Mitverschwörer

Londoner Unterwelt
- Gabriel Durham, der König der Diebe
- Lewis Draper, sein Bruder
- Rosalin Durham, seine Mutter
- Ben Ruby „der Totengräber“, Gabriels Statthalter
- Lancelot, Meister der „Seven Sisters“
- Andrew Basset, Meister der „Merry Minstrels“
- Ned Willcox, Meister der „Red Slayers“
- Samuel und Anne, Gabriels Kinder

Schotten
- Mary Stewart*, Königin von Schottland
- Henry Stewart*, Lord Darnley, ihr 2. Gemahl
- James Hepburn*, Lord of Bothwell, ihr 3. Gemahl
- Sir Graham Douglas, ein Highländer

Seefahrer und Piraten
- John Hawkins*, Freibeuter, Treasurer der Admiralität
- Francis Drake* ein Cousin, Freibeuter und Weltumsegler
- Robert Barrett*, Kommandant der „Jesus of Lübeck“
- William Boroughs*, Kommandant der „Golden Lion“
- Charles Howard of Effingham*, Lord High Admiral
- Martin Frobisher*, Freibeuter und Vizeadmiral

Spanier
- Álvaro de la Quadra*, Bischof von Aquila, der spanische Gesandte am englischen Hof
- Pedro Soler*, Zuckerpflanzer auf Teneriffa
- Padre Pedro Soler*, sein Sohn
- Fernando, sein weniger heiliger Sohn
- Clara, seine Tochter
- Tomás, ein Guanche, der eigentlich Arafo heißt und auch gar kein Spanier ist
- Miguel de Castellanos*, Kommandant von Rio de la Hacha
- Martín Enríquez de Almanza*, Vizekönig von Neuspanien
- Baltasar de Escobar, Zuckerpflanzer und Goldschmuggler
- José de Velasco, korrupter Gouverneur von Panamá
- Alejandro Farnesio*, Herzog von Parma, Gouverneur der Spanischen Niederlande
- Alonso Pérez de Guzmán, Herzog von Medina Sidonia, Kommandant der Spanischen Armada

## Kritiken
„'Der Palast der Meere' liest sich ein bisschen wie eine Gesamtausgabe englischer Geschichte in einfacher Sprache. Läse man nur die Dialoge, hätte man kaum eine Chance zu erraten, wo und wann das Buch spielt. [...] Die Atmosphäre dieses Buchs ist in etwa die eines Mittelalterspektakels auf dem Rewe-Parkplatz.“
– Der Spiegel

## Ausgaben
- Rebecca Gablé: Der Palast der Meere. Lübbe Ehrenwirth, 2015, ISBN 978-3-431-03926-9